# Карачаево-балкарская кухня
Карачаево-балкарская кухня (карач.-балк. Къарачай-малкъар кухня) — традиционная кухня проживающих в Карачаево-Черкесской республике карачаевцев и в Кабардино-Балкарской республике балкарцев.

## Описание
Карачаево-балкарская кухня на протяжении многих лет выработала самобытную и богатую традицию приготовления и приёма пищи. Во многом на это повлияли особенности исторического развития и природно-климатические условия жизни этноса среди остальных народов Северного Кавказа.
Как и в кухне других тюркских и северокавказских народов преобладают преимущественно мясные блюда, в качества мяса используются говядина, баранина и птица. Одним из наиболее популярных блюд, а также признанных интернациональным, является чишлик (шашлык) из баранины. Также готовятся различного рода колбасы (сохъта) и рулеты (жэрме). Стоит при этом добавить, что мясо для карачаевцев и балкарцев стало ежедневной пищей не так давно, поскольку изначально его подавали в четко определенную дату в пору забоя животных. В остальном же в рационе преобладали мучные блюда и блюда из кисломолочных продуктов.
Мясные блюда подаются в жареном или вареном виде. К ним относят къыйма (колбаса из фарша конины), сохта (домашняя ливерная колбаса) и другие виды колбас. К жареному мясу относят жау-баур (шашлык из печени в жировой оболочке), уча (жареный баран) и къуурма (тушеное мясо из баранины или говядины с добавлением йогурта или орехов).
В карачаево-балкарской кухне распространены следующие виды супов, именуемых как шорпа: хатлама шорпа (суп из говядины, кукурузной муки, яиц и сливочного масла), къарачай шорпа (суп из баранины, лука, картофеля и корня сельдерея), къакъ эт шорпа (суп из вяленого мяса).
Среди мучных блюд преобладает хычин, круглый блин из пресного теста с разнообразной начинкой. Считается самым древним блюдом среди народов Кавказа, история которого, согласно некоторым источникам, насчитывается 5000 лет.
Из молока традиционно готовятся сыр, масло, сметана и сливки. Наиболее популярным напитком по прежнему остается айран, изготовленный из коровьего молока, который также используется или в изготовлении тузлука (соуса); а также напиток боза.
На десерт в карачаево-балкарской кухне готовятся къуут джуммак (вид халвы), лакум и бакъла (пахлава).